# Hiroe Suga
Pour les articles homonymes, voir Suga (homonymie).
Hiroe Suga (菅浩江, Suga Hiroe), née le 21 avril 1963 à Kyoto, est une auteure japonaise de science fiction et de roman policier.

## Biographie
Son premier roman est publié en 1981. Elle remporte trois prix Seiun en 1992 et 2001 pour le meilleur roman de l'année et, en 1993, pour la meilleure nouvelle de l'année.
Elle est aussi musicienne et danseuse qualifiée dans l'école « Wakayagi » de danse traditionnelle japonaise.
Elle est mariée à Yasuhiro Takeda (en), fondateur du studio GAINAX.

## Prix
- 1992 : prix Seiun du meilleur roman pour Merusasu no shōnen
- 1993 : prix Seiun de la meilleure histoire courte pour Sobakasu no figyua
- 2001 : prix Seiun du meilleur roman pour Eien no mori Hakubutsukan wakusei
- 2001 : prix des auteurs japonais de romans policiers pour Eien no mori Hakubutsukan wakusei
- 2020 : prix Seiun de la meilleure histoire courte pour Mizu no Tsuki